# Sofia Jakobsson
Eva Sofia Jakobsson (født 23. april 1990) er en svensk fodboldspiller, der spiller i den tyske Frauen-Bundesliga for Bayern München og Sveriges kvindefodboldlandshold. og for Sverige. Hun har gået på fodboldsgymnasiet i Växjö.

## Hæder

### Klub
Umeå IK
- Damallsvenskan: 2007, 2008
- Svenska Cupen: 2007
- Svenska Supercupen: 2007, 2008

WFC Rossijanka
- Russiske mesterskab (1): 2011–12

### Landshold
Sommer-OL: Sølvmedalje, 2016

### Individuel
Sofia Jakobsson blev valgt til den franske ligas bedste spiller i 2014/2015, det blev afgjort ved afstemning blandt ligaens trænere. Under sæsonen scorede hun blandt andet 15 mål i 22 ligakampe for sit hold, Montpellier HSC.